# Sư đoàn Bộ binh 122 (Đức Quốc Xã)
Sư đoàn Bộ binh 122 (tiếng Đức: 122. Infanterie-Division), là một sư đoàn bộ binh của Đức Quốc xã. Được thành lập ngày 5 tháng 10 năm 1940.

## Sĩ quan chỉ huy
- Trung tướng Siegfried Macholz, ngày 05 tháng 10 năm 1940 - ngày 08 tháng 12 năm 1941
- Trung tướng Friedrich Bayer, ngày 08 tháng 12 năm 1941 - ngày 17 tháng 2 năm 1942
- Trung tướng Siegfried Macholz, ngày 17 tháng 2 năm 1942 - ngày 1 tháng 8 năm 1942
- Trung tướng Kurt Chill, ngày 01 tháng 8 năm 1942 - 10 tháng 10 năm 1942
- Trung tướng Gustav Hundt, ngày 10 Tháng 10 năm 1942 - tháng 11 năm 1942
- Trung tướng Siegfried Macholz, tháng 11 năm 1942 - ngày 01 Tháng 12 năm 1942
- Thiếu tướng Adolf Westhoff, ngày 01 tháng 12 năm 1942 - 08 tháng 1 năm 1943
- Thiếu tướng Adolf Trowitz, ngày 8 tháng 1 năm 1943 - ngày 15 tháng 5 năm 1943
- Trung tướng Alfred Thielmann, 15 tháng 5 năm 1943 - ngày 27 tháng 6 năm 1943
- Trung tướng Kurt Chill, ngày 27 tháng 6 năm 1943 - ngày 01 tháng 2 năm 1944
- Thiếu tướng Johann-Albrecht von Blücher, ngày 01 tháng 2 năm 1944 - 04 tháng 2 năm 1944
- Thiếu tướng Hero Breusing, ngày 04 Tháng Hai 1944 - ngày 25 tháng 8 năm 1944
- Friedrich Fangohr, ngày 25 tháng 8 năm 1944 - 20 tháng 1 năm 1945
- Thiếu tướng Bruno Schatz, ngày 20 tháng 1 năm 1945 - ngày 08 tháng 5 năm 1945

## Biên chế Sư đoàn

### Năm 1941
- Trung đoàn Bộ binh 409
- Trung đoàn Bộ binh 410
- Trung đoàn Bộ binh 411
- Tiểu đoàn Trinh sát 122
- Trung đoàn Pháo binh 122
- Tiểu đoàn Công binh 122
- Tiểu đoàn Chống Thiết giáp 122

### Tháng 7 Năm 1941
- Trung đoàn Lính phóng lựu 409
- Trung đoàn Lính phóng lựu 410
- Trung đoàn Lính phóng lựu 411
- Tiểu đoàn Súng trường 122
- Trung đoàn Pháo binh 122
- Tiểu đoàn Công binh 122
- Tiểu đoàn Chống Thiết giáp 122